# Irene van den Brekel
Irene van den Brekel (Geldrop, 18 juni 1965) is een Nederlandse televisieproducent.
Irene van den Brekel studeerde communicatiewetenschappen en werkte bij René Stokvis Producties en TV Holland voor zij in 2001 het bedrijf Human Factor oprichtte. De bekendste programma's van dit productiebedrijf zijn Koefnoen (2004-2016) en Zondag met Lubach (2014-2021).

## Programma's
- Koefnoen
- Zondag met Lubach
- Padoem Patsss
- In Den Gulden Draeck
- Larie
- M (televisieprogramma)
- De Avondshow met Arjen Lubach

## Privéleven
Van den Brekel is getrouwd met D66-politica Kajsa Ollongren. Zij hebben samen twee kinderen.